# Saint-Germain-lès-Buxy
Saint-Germain-lès-Buxy é uma comuna francesa na região administrativa de Borgonha-Franco-Condado, no departamento de Saône-et-Loire. Estende-se por uma área de 13,42 km². Em 2010 a comuna tinha 276 habitantes (densidade: 20,6 hab./km²).